# Potyczki Amy
Potyczki Amy (ang. Judging Amy) – amerykański serial telewizyjny nadawany przez stację CBS od 19 września 1999 roku do 3 maja 2005 roku. Główna bohaterka, Amy Gray (Brenneman), jest sędzią sądu rodzinnego w Hartford (Connecticut). Serial opowiada o jej pracy, życiu prywatnym i relacjach z bliskimi.